# Microjanira biunguiculata
Microjanira biunguiculata is een pissebed uit de familie Janiridae. De wetenschappelijke naam van de soort is voor het eerst geldig gepubliceerd in 1985 door Hooker.